# Stefan Petryczajko
Stefan Petryczajko herbu własnego (rum. Ștefan Petriceicu, zm. w 1690), znany również jako Stefan Petru – trzykrotny hospodar mołdawski w latach 1672–1674, 1674 i 1684 roku.

## Życiorys
W 1672 Turcja rozpoczęła wojnę z Polską. Armia turecka przeszła przez Mołdawię, zdobyła Kamieniec i rozpoczęła oblężenie Lwowa. Polska została zmuszona do zawarcia bardzo niekorzystnego traktatu buczackiego, na mocy którego w Kamieńcu pozostał garnizon turecki. Jego zaopatrzenie i zakwaterowanie spadły na barki mieszkańców Mołdawii. Sytuacja gospodarcza w kraju znacznie się pogorszyła. Oskarżany o sprzyjanie Polsce w czasie wojny polsko-tureckiej, Jerzy Duca, został usunięty z tronu przez Imperium Osmańskie oraz zastąpiony przez Stefana, za wcześniejszą zgodą Wysokiej Porty . 
Mołdawianie oprócz zaopatrzenia Turków w Kamieńcu, byli odpowiedzialni za budowę i utrzymanie mostów na północ. Min. z tych powodów, ale przede wszystkim z powodu pogardliwego zachowania dowódców tureckich wobec Petryczajki, bojarów i ludności mołdawskiej, książę coraz bardziej zbliżał się do Polaków . 
Po wznowieniu wojny turecko-polskiej, w trakcie bitwy pod Chocimiem Stefan zaczął wspomagać Polaków i otwarcie zaatakował wojska tureckie . Armia turecka została pokonana, a wojska polskie zajęły Chocim i część Mołdawii. Jednakże działania Stefana spotkały się z niechęcią lokalnych bojarów, przekonanych do Turków w szczególności oddaniem pod władzę mołdawską w 1672 części terytoriów ukraińskich odebranych Polsce na mocy traktatu z Buczacza, położonych na północ od Dniestru .  
Następnie wraz ze swoimi bojarami pod przywództwem metropolity Dosyteusza rozpoczął negocjacje w sprawie przejścia na rosyjskie obywatelstwo. Na początku 1674 roku jego przedstawiciel przybył do Moskwy, prosząc o ochronę przed Turkami. Mołdawski apel spotkał się z dobrym przyjęciem w Rosji, gdyż księstwo mogło stać się cennym sojusznikiem, ale Moskwa nie chciała komplikować sytuacji otwartymi akcjami i udzieliła wymijającej odpowiedzi na pytanie o obywatelstwo. Niemniej jednak Rosja podjęła konkretne środki wojskowe - kampanię przeciwko Doroszence, który na polecenie sułtana naciskał na księstwo mołdawskie. 
Wkrótce Petryczayko wraz z dużą grupą bojarów, Dosyteuszem i armią został zmuszony do szukania schronienia w Polsce, gdzie otrzymał polski indygenat , a władcą Mołdawii został Grek, Dymitr I Cantacuzino. Wrócił na krótko do władzy, zanim Dimitrie Cantacuzino zastąpił go po raz drugi w lutym 1674 roku . 
Petryczajko podjął drugą próbę uzyskania obywatelstwa rosyjskiego i utworzył nową ambasadę w Moskwie. W Rosji natomiast stronili od negocjacji ze względu na trudną sytuację międzynarodową i nieufność władcy, który spędził w Polsce 10 lat i dzięki Polakom powrócił na tron. Ambasada nie została wpuszczona dalej niż do Kijowa, Dosyteusz i inni bojarzy zostali nagrodzeni i wrócili.
W 1683 roku armia turecka została pokonana przez wojska polskie podczas Bitwy pod Wiedniem. Następnie z inicjatywy polskiego króla, Jana III Sobieskiego, Stefan Petryczajko wspierany był przez oddziały polskie pułkownika Dymideckiego, zasilone chorągwią polskiego hetmana kozackiego – Stefana Kunickiego. Ludność ich popierała, dołączyli do nich również Mołdawianie pochodzący z różnych regionów kraju. Według tureckiego kronikarza Rashida Efendi, armia mołdawsko-ukraińska liczyła 30 tysięcy ludzi. Kunicki pokonał Tatarów w Budziaku, ale oblężenie Bendera i Akermana zakończyło się niepowodzeniem. Sytuacja w kraju była niepewna, ponieważ nie można było walczyć z Turkami, pozostawiając wrogie garnizony na tyłach. W tym samym czasie główne siły Tatarów, wycofując się spod Wiednia, wypędziły armię mołdawsko-kozacką poza Dniestr. Petryczayko został zmuszony do opuszczenia Mołdawii, a Cantacuzino ponownie stał się władcą Mołdawii. 

Po zwycięstwie chocimskiem 1673 wyprawił się Mikołaj Hieronim Sieniawski w 4000 ludzi z polecenia hetmana w. kor. Jana Sobieskiego na Wołoszczyznę po rodzinę i skarby wojewody Petryczenki, który uszedł do Polski. W powrocie ścigał go Achmed Girej aż po Sniatyń w 80 tysięcy Tatarów. Za tę usługę dał Petryczenko ten relikwiarz (rękę św. Jana Chrzciciela) Sieniawskiemu, który autentyki złożył w skarbcu brzeżańskim, a relikwiarz brał ze sobą na wyprawy. Po śmierci Mikołaja S. niechciał ks. arcyb. Skarbek przyjąć relikwiarza bez autentyków, które odnaleziono dopiero po r. 1717, gdy skarbiec napowrót do Brzeżan przywieziono. Teraźniejsza trumienka jest posrebrzaną, pierwotną bowiem zabrano w r. 1784 .

Na mocy konstytucji z 1685 nakazano dawać Stefanowi 20 000 zł ze skarbu koronnego. Polska Encyklopedia Szlachecka przypisuje mu również herb książęcy o nazwie Petru.

### Życie prywatne
Stefan był synem bojara o imieniu Toader. Pozostał w Polsce aż do śmierci , ostatnie lata swojego życia spędził jako opat w klasztorze Zwollin, gdzie zmarł w 1690 roku. Obecnie jest pochowany w Klasztorze św. Onufrego w Ławrowie, niedaleko granicy polsko-ukraińskiej .